# 重水減速沸騰軽水冷却炉
重水減速沸騰軽水冷却炉 (Steam Generating Heavy Water Reactor、SGHWR)は圧力管型重水減速軽水冷却原子炉である。
SGHWRは、商用原子炉用に英国で設計された。 重水を中性子減速材として使用し、通常の「軽い」水を冷却材として使用する。 冷却材は沸騰水型原子炉のように原子炉内で沸騰し、動力抽出蒸気タービンを駆動する。

## 歴史
SGHWRはグラファイトを減速材として使用し、二酸化炭素ガスを冷却剤として使用していた以前の英国の設計とは一線を画す。オリジナルのマグノックス炉は天然ウランで動作するように設計されていたがその後の改良型ガス冷却炉 (AGR) はさまざまな理由でこれを放棄し、代わりに低濃縮ウランを使用した。
マグノックスは技術的には成功したが高価であった。将来の注文のために、1960年代初頭にいくつかの代替原子炉設計コンセプトが研究された。このプログラムの一環として、SGHWRの100 MWeのプロトタイプが1960年代にウィンフリスで製造され、1967年に送電網に接続された。しばしば単に「ウィンフリス・リアクター」として知られている。他の設計では同じくウィンフリスの高温原子炉、ウィンズケールのマグノックス由来のAGR、ドーンレイの試作型高速炉の同様のサブスケール・プロトタイプが製造された。 
このコンテストで最終的にAGRの設計が選ばれ、1960年代後半にいくつかのAGRの建設が開始された。これらはすぐに問題にぶつかり、1970年代初頭までに設計は失敗と見なされた。1974年に、設計出力が650 MWeのSGHWRの大型バージョンが、将来の発電所建設用に選択された。1976年にこの決定は電力需要の予測された急激な低下、予想よりも高いコスト、および縮小する原子力市場における明らかな輸出の可能性の欠如と相まって覆された。将来的に予想される新しい原子炉の数が限られていることを考えると、それ以上の開発努力は必要ないため、SGHWRよりもAGRの修正バージョンが選択された。
ウィンフリス原子炉は稼働を続け、23年間の運用を経て1990年10月に運用を終了するまで、さまざまな目的で使用されていた。 2019年現在 それは原子力廃止措置機関に代わってMagnox Ltdによって廃止される過程にある。2022年には、1000本以上のドラム缶の放射性廃棄物が11台の列車で低レベル廃棄物処分場に運ばれる。物質はかつて中レベル廃棄物であったが、ウィンフリスに保管されている間に低レベル廃棄物に崩壊した。

## 設計
SGHWRはカナダのCANDU炉の設計に減速材を収容する低圧原子炉容器と冷却水用の高圧配管を使用するという点で似ている。これは必要とされる高価な重水の総量と、同様に原子炉容器の複雑さを軽減し、建設費と煩雑さをどちらも軽減する。
通常の「軽」水を冷却水として使用する点で異なるが、CANDUはここでも重水を使用する。軽水は中性子の経済性を低下させ、天然ウランを燃料として使用できなくなる。1960年代には、濃縮の需要が供給を上回るように見えたため、天然ウランで稼働できることは大きな利点と考えられていた。1970年代までに、燃料供給が問題にならないことは明らかになり、濃縮されていない燃料の使用はもはや主要な設計目標ではなかった。低濃縮ウランを使用すると、燃焼度が高くなり、燃料サイクルがより経済的になり、濃縮コストが相殺される。
このため減速材に重水を使用し、冷却水に軽水を使用するというアイデアは、この時期に多くの設計で検討された。ケベック州のジャンティイ原発1号機でも同じソリューションが使用されたが、これは成功せず短命の後にシャットダウンされた。日本のふげん新型転換炉も同様の運命をたどった。ラティーナ原子力発電所でホストされているイタリアのCIRENE設計は、建設されたが、就役することはなかった。この基本設計を使用する最後の試みは、2000年代初頭の改良型CANDU炉ACR-1000であったが、開発は実例が構築されることなく終了した。